# Michael Knauth
Michael Knauth (né le 24 juin 1965) est un joueur de hockey sur gazon allemand. Il participe aux Jeux olympiques d'été de 1992 et il remporte la médaille d'or de la compétition.

## Palmarès

### Jeux olympiques
- Jeux olympiques de 1992 à Barcelone,  Espagne
  -  Médaille d'or.